# 太阳中微子问题
太阳中微子问题是测量到穿过地球的太阳中微子流量与理论计算相比出现缺失的问题，从1960年代中期持续至约2002年。这种缺失已经被中微子物理的新的认识解决了，这要求对粒子物理学的标准模型的进行修改——特别是中微子振荡。从本质上讲，因为中微子具有质量，所以它們可以從原本預測會在太陽內部產生的那一種類型，變成另外兩種無法被當時使用的探測器探測到的類型。

## 簡介

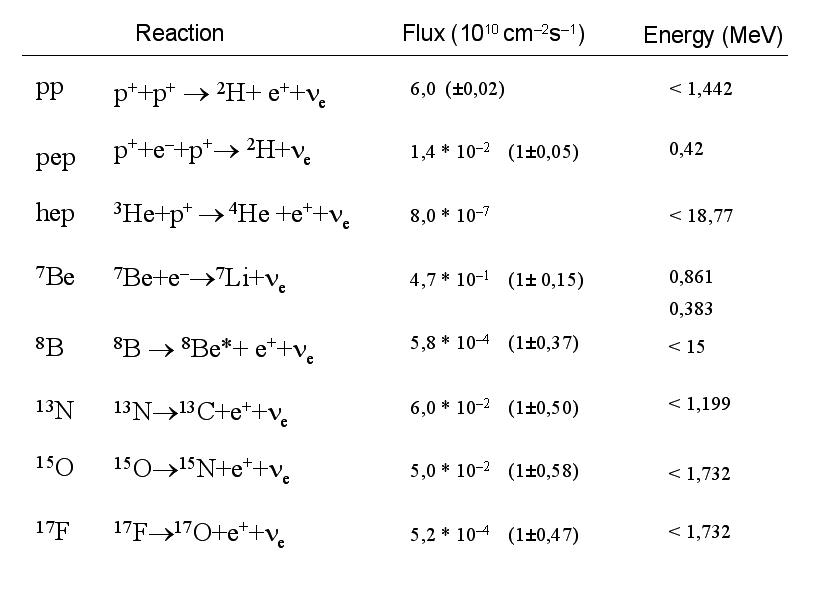
太阳内部能够产生中微子的几种核反应。从左到右分别为中微子的来源、核反应方程、中微子的流量、能量范围

太陽是一個天然的核聚變反應堆，能量來源為質子﹣質子鏈反應，它把四個氫原子核（質子）轉化成α粒子、中微子、正電子和能量。這股能量透過伽瑪射線以及帶電粒子和中微子的動能來釋出——它們從太陽核心到地球的行進之間並沒有受到太陽外層任何可見的吸收。
當中微子探測器的精度足以探測從太陽來的中微子流時，所探測到的中微子數量很明顯低於太陽內部模型所預測的數量。中微子探測數在各種實驗中為預測數的三分之一至二分之一。這個差異後來被稱為“太陽中微子問題”。

## 测量
雷蒙德·戴維斯和约翰·巴考尔於1960年代晚期在美国南达科他州矿井中的霍姆斯特克實驗最早测量了太阳产生的中微子的流量，並探測到與理論值存在缺失。之後不少的放射性化學探測器和水契忍可夫探測器都確認了這個缺失，當中包括神冈探测器和薩德伯里中微子觀測站。
太陽中微子的理論值是用標準太陽模型計算的，巴科爾曾幫助建立這個模型，它能對太陽的內部運作給出詳細的描述。
雷蒙德·戴维斯和小柴昌俊因發現太陽中微子數只有標準太陽模型的約三分之一而获得了2002年的诺贝尔物理学奖。

## 提出的解决方案

### 修改太陽模型
针对太阳中微子缺失问题的早期嘗試就是提出标准太阳模型是錯誤的，即太阳核心的實際温度和壓力與标准太阳模型中的很不一樣。比方說，由於中微子測量現時太陽的聚變量，所以有人提出太陽核心的核過程可能曾經有暫時停止的情況。由於熱能從太陽核心流向表面需要數以千年計的時間，因此上述情況並不是立即能察覺的。
然而這個假設被日震學和太陽熱流走向的研究進展，以及改良的中微子實驗所否決。
日震觀測使得量度太陽內部溫度變得可行；結果发现实际温度与标准太阳模型一致（但是日震學卻發現模型中太陽結構未解決的問題，它發現的不是以前“爐上的鍋”的垂直對流模型，而是對流層頂部存在水平噴流。小的就在兩極周圍，大的則延伸至赤道。跟預期的一樣，它們的速度不同。）
從較先進的中微子觀測站所得的中微子能譜也得出無法透過調整太陽標準模型來遷就的結果。實際上較低的總體電中微子流量（也就是霍姆斯特克實驗所得的結果）需要較低的太陽核心溫度。然而要符合中微子能譜的細節則需要較高的太陽核心溫度。這是因為不同能量的電中微子是由不同的核反應所產生的，而不同反應的反應率與溫度有着不同的依附關係；而為了要符合中微子能譜某部分則必須要有較高的溫度。對其他選項的詳盡分析指出无论怎样调整太阳标准模型都无法符合观测得到的中微子能谱，对模型进行任何调整都会令某方面的矛盾增多。

## 解决
太陽中微子問題的解決方案涉及改進對已知中微子特性的理解。根據粒子物理學的標準模型，共有三種中微子：
- 電中微子（這就是太陽所產生的中微子，以及上文所提到的實驗所探測的中微子，特別是霍姆斯特克的氯探測器）
- μ中微子，以及
- τ中微子

物理學家在整個1970年代都普遍認為中微子不具有質量，而且它們的種類是不變的。然而布魯諾·龐蒂科夫於1978年提出若中微子具有質量的話，它們就能轉換種類。因此，“消失了的”太陽中微子可能在來地球的途中轉換成其餘兩種的中微子，因此逃過了霍姆斯特克和其他現代中微子觀測站的探測。
超新星1987A為中微子是否具備質量提供了線索，這是由於中微子到達神岡探測器和IMB探測器的時間有所不同。但是由於偵測到的中微子事件非常少，所以很難就此蓋棺定論。除此以外，若神岡和IMB探測器安裝了精密計時器，就能記錄中微子從爆發至穿過地球之間的時間，從而可以更絕對地確立中微子是否具備質量。若中微子不具有質量，則會以光速行進；若它們具有質量的話，它們的行進速度則會比光速稍慢。由於探測器原本並沒有打算觀測超新星中微子，因此並沒有安裝上述儀器。
日本的超级神冈探测器於1998年首次发现了中微子振荡的确切证据。它們的觀測結果表明μ中微子（由太空射線轟擊大氣層頂層而成）转换成了τ中微子。它所證明的是通過地球後被探測到的中微子比直接從探測器上方來的要少。不但如此，他們的觀測只關注由太空射線與地球大氣層相互作用而成的μ中微子。超級神岡探測器並沒有觀測到任何的τ中微子。
令人信服的證據來自加拿大的萨德伯里中微子觀測站於2001年發表的測量結果。它探测到了太阳发出的全部三种中微子，由於它是唯一一個使用重水作為探測介質的探測器，因此它還能夠分辨出電中微子及其餘兩種中微子（但卻不能分辨μ中微子和τ中微子）。大量的統計分析發現到來的太陽中微子之中35%是电中微子，其餘為μ或τ中微子。三种中微子的总流量与之前從太陽內部聚變反應核物理而來的预測相當一致，解决了先前观测到的太阳中微子缺失问题。
为了表彰1998年和2001年进行的中微子振荡实验提供的确凿证据，超级神冈探测器的梶田隆章和萨德伯里中微子觀測站的阿瑟·麦克唐纳被授予2015年诺贝尔物理学奖。